# Tanja Klein
Tanja Klein (nascida em 20 de novembro de 1969) é uma ex-ciclista que representou a Áustria. Competiu nos Jogos Olímpicos de Verão de 1996 na prova de estrada e no contrarrelógio individual. Em pista, competiu na corrida por pontos.